# Кохана, коханий
«Кохана, Коханий» — український творчий вокальний дует Наталі Мельник та Володимира Гуменчука

## Історія дуету
Майже 10 років, кожен з виконавців стверджувався окремо, як співак. Дует «Кохана, Коханий» започатковано у 2003 році. 
Михайло Мода запропонував написати пісню на готове аранжування Володимиру Гуменчуку, який і написав мелодію, а вірші Марії Катічевої чудово вписались в цей музичний пейзаж. Так народилася пісня «Біла заметіль».
Слідом за першою піснею почали з'являтися нові пісні, багато з яких написано поетесою Зоєю Красуляк. Пісня Зої Красуляк «Кохана, коханий» стала візиткою дуету. З цією піснею Володимир та Наталя вперше з'явилися на телебаченні, у телевізійному фестивалі «Наша пісня», де стали лауреатами. Брали участь в конкурсах та фестивалях — «Пісня року», «Пісенний вернісаж», «Gold Maple Festival», «Матрьошка», український фестиваль у Монреалі.
У 2005 році відбулася перша гастрольна поїздка за кордон. Разом з ансамблем бального танцю «Грація» під керівництвом Ольги та Олександра Мацюків, Наталя Мельник та Володимир Гуменчук відвідали Польщу, де виступали на святі «Дожинки».
У 2007 році за сприяння української громади в Торонто і особисто родини Олега та Ольги Мельничуків дует «Кохана, коханий» здійснив поїздку до Канади, де протягом 3-х місяців знайомив українську аудиторію зі своєю творчістю.
У 2009 році здійснили дві гастрольні поїздки до Польщі.

## Співпраця
З дуетом «Кохана, Коханий» співпрацюють багато талановитих авторів — поетів та композиторів, таких як — Марія Катічева, Олена Гавловська, Петро Головатюк, Яків Ясевич, Зоя Красуляк, Анатолій Баранчук, Ігор Юрковський, Олесь Коляда, Олена Вітенко, Віктор Шкрабоцький, Михайло Мода, Юрій Грицюк, Мирослав Воньо, Сергій Брайлян.

## Пісенне надбання
На даний час у творчому доробку дуету понад 150 пісень. Сім компакт дисків та один DVD-диск.
- «Кохана, коханий»
- «Гульки козака й зозульки»
- «Гуляння з вечора до рання»
- «Життя дорога»
- «Два крила любові»
- «Гуляночка»
- «Золотая женщина»(песни на стихи поэта Мирослава Воньо

### Альбоми
- Альбом «Кохана, коханий» (2005)

1. Кохана коханий
2. Намалюй кохання
3. Танго літа
4. Лебедина вірність
5. Ти і я
6. Зачаровані літом
7. Спомини
8. Біла заметіль
9. В обіймах ночі
10. Два човни
11. Підвінечна
12. Білі птиці

- Альбом «Гульки козака і зозульки» (2004)

1. Била мене мати
2. Хлопці молодці
3. Гуляю я
4. Звела мене не біда
5. Кришталева чара
6. Моя мила
7. Гей браття козаки
8. Повій вітре на вкраїні
9. Чужа обручка
10. Василі
11. Стоїть козак біля груші
12. Ой за гаєм

- Альбом «Гуляння з вечора до рання» (2005)

1. Холодочок
2. А на небі місяченько
3. Горілочка
4. На калині кришталь-роси
5. Голубці
6. Перша чарка
7. А серце не камінь
8. Ой, діждатися б неділі
9. Кума
10. Вечорниці
11. Ой, конику-братику
12. Підвінечна
13. Під лісочком зелененьким
14. Теща